# شهرستان دلتا (کلرادو)
شهرستان دلتا، کلرادو (به انگلیسی: Delta County, Colorado) یک سکونتگاه مسکونی در ایالات متحده آمریکا است که در کلرادو واقع شده‌است.

## خصوصیات
شهرستان دلتا ۲٬۹۷۵٫۹۱ کیلومترمربع مساحت دارد.